# Icke-järnmetallurgi
Icke-järnmetallurgi, även metallhyttkonst, är grenen inom metallurgi som omfattar gruvdrift, anrikning och smältning av icke-järnmetaller, eller non-ferrometaller, och deras legeringar. Icke-järnmetaller kan delas in i tungmetaller (koppar, bly, zink, tenn och nickel) och lättmetaller (aluminium, titan och magnesium).